# CBH-Theorem
Das CBH-Theorem ist eine informationstheoretische Rekonstruktion der Quantenmechanik, die 2003 von Rob Clifton, Jeffrey Bub und Hans Halvorson ausgearbeitet wurde und in dessen Name die Anfangsbuchstaben seiner Entwickler eingegangen sind.
Gemäß dem CBH-Theorem kann die Quantenmechanik aus drei informationstheoretischen Prinzipien und einigen mathematischen Hilfspostulaten abgeleitet werden. Ausgehend von dem CBH-Theorem schlägt Bub vor, dass die Quantenmechanik nicht als eine Theorie über die mechanischen Eigenschaften nichtklassischer Wellen oder Teilchen, sondern als eine Theorie über die Möglichkeiten und Grenzen der Übertragung von Information zu interpretieren sei.
Bubs Interpretation fand in der Fachwelt einige Beachtung, wird jedoch überwiegend abgelehnt.

## Hintergrund
Hinsichtlich ihres empirischen Erfolges gilt die Quantenmechanik als eine der am besten gesicherten physikalischen Theorien überhaupt. Die Frage, wie die Quantenmechanik zu interpretieren ist, wird jedoch kontrovers diskutiert. Zwar ist die orthodoxe Interpretation bis heute weit verbreitet, jedoch wurden verschiedene Vorbehalte gegen diese Interpretation vorgebracht, darunter insbesondere verschiedene Kritikpunkte rund um das Messproblem. Neben der orthodoxen Interpretation existiert eine Vielzahl alternativer Interpretationen, die jedoch ebenfalls konzeptionelle und/oder philosophische Probleme aufweisen und nicht allgemein akzeptiert sind.
Ein grundsätzliches Problem bei der Interpretation physikalischer Theorien ist das Problem der Unterbestimmtheit. Ein weiteres Problem sehen verschiedene Philosophen bei den gängigen Interpretationen, wie z. B. von Neumanns orthodoxer Interpretation, oder der De-Broglie-Bohm-Theorie, in der Verwendung einer grundsätzlich ungeeigneten Methodik: Bei diesen Interpretationen wird der mathematische Formalismus vorausgesetzt und dann versucht, den formalen Begriffen der Theorie, wie z. B. dem quantenmechanischen Zustand, eine semantische Bedeutung zu geben. So interpretierte Theorien werden auch als konstruktive Theorien bezeichnet. Bei anderen Theorien, wie z. B. der Relativitätstheorie, habe sich jedoch – so Bub – ein anderer Zugang, die Formulierung als Prinzip-Theorie, als erfolgreicher erwiesen: Einsteins Ausgangspunkt für die Herleitung und Deutung der speziellen Relativitätstheorie waren nicht die Lorentztransformationen, sondern physikalische Prinzipien, das Relativitätsprinzip und die Annahme der Konstanz der Lichtgeschwindigkeit in allen Inertialsystemen, aus welchen er dann in einem zweiten Schritt die Grundgleichungen der Theorie abgeleitet hat. Die zuvor als notwendig erachtete Annahme eines Lichtäthers erwies sich damit als überflüssig.
In ähnlicher Form sei auch eine Rekonstruktion der Quantenmechanik, d. h. ihre Ableitung aus geeignet gewählten physikalischen Prinzipien, erforderlich. Erst aus der Perspektive dieser Prinzipien lasse sich eine sinnvolle Interpretation der Quantenmechanik formulieren. Es existiert eine Reihe verschiedener Vorschläge für axiomatische Rekonstruktionen der Quantenmechanik, wobei die meisten dieser Ansätze seit Anfang der 1990er auf informationstheoretischen Prinzipien basieren. Neben Rovellis „Relationaler Interpretation“ und Zeilingers „Grundprinzip der Quantenphysik“ zählt das CBH-Theorem zu den bekanntesten informationsbasierten Rekonstruktionen.

## Axiome des CBH-Theorems
Das CBH-Theorem besagt, dass die Quantenmechanik aus folgenden drei informationstheoretischen Prinzipien abgeleitet werden kann:
- CBH1: Es ist keine überlichtschnelle Übertragung von Information zwischen zwei Systemen möglich („no signaling“). Dies impliziert insbesondere, dass, wenn Alice und Bob jeweils lokale Messungen durchführen, die von Alice durchgeführte Messung keinen Einfluss auf die Statistik von Bobs Messergebnissen hat, und umgekehrt. Das Axiom CBH1 entspricht dem No-Signalling-Theorem der Quantenmechanik, ist beim CBH-Theorem jedoch nicht aus der Quantenmechanik abgeleitet, sondern als grundlegendes Prinzip vorausgesetzt.
- CBH2: Es ist nicht möglich, eine Kopie der Information zu erstellen, die in einem unbekannten Zustand enthalten ist („no broadcasting“). Dieses Postulat ähnelt dem No-Cloning-Theorem, hat jedoch einen größeren Gültigkeitsbereich, da es (im Gegensatz zum No-Cloning-Theorem) nicht auf reine Zustände beschränkt ist, sondern für beliebige quantenmechanische Zustände vorausgesetzt wird. In der klassischen Informationstheorie ist das Kopieren von Information möglich, das Axiom CBH2 begründet also einen prinzipiellen Unterschied zwischen klassischer Informationstheorie und der Quantenmechanik.
- CBH3: Es ist kein sicheres Bit-Commitment-Protokoll möglich („no bit“). Bei diesem quantenkryptographischen Protokoll erfolgt die Informationsübertragung in zwei Schritten: In einem ersten Schritt sendet Alice ein verschlüsseltes Bit an Bob, in einem zweiten Schritt sendet sie weitere Information zur Entschlüsselung. Das Bit-Commitment-Protokoll wird als sicher bezeichnet, wenn erstens sichergestellt ist, dass Bob den Wert erst entschlüsseln kann, wenn er von Alice weitere Information zur Entschlüsselung erhält, und zweitens Bob sicher sein kann, dass der entschlüsselte Wert tatsächlich mit dem (unverschlüsselten) Wert übereinstimmt, den Alice beim Senden des Bits zugrunde gelegt hatte.

Der Begriff „Information“ wird hier in seinem technischen Sinn als die Größe verwendet, die durch die shannonsche bzw. von-Neumannsche Entropie quantifiziert wird.
Der zweite Schritt der Rekonstruktion besteht in einer Überführung der drei Prinzipien in eine mathematische Darstellung. Formaler Ausgangspunkt des CBH-Theorems ist eine allgemeine abstrakte Charakterisierung physikalischer Theorien im Rahmen der C*-Algebra, die unter anderem als spezielle Fälle die mathematischen Strukturen der klassischen Physik sowie aller Variationen der Quantenphysik (inklusive der Quantenfeldtheorie) umfasst. Die drei CBH-Prinzipien filtern aus dieser Obermenge mathematischer Strukturen der C*-Algebra jene Strukturen heraus, welche die CBH-Prinzipien verletzen. Die verbliebenen C*-Algebren weisen die bekannten Eigenschaften der Quantentheorie auf: Das Superpositionsprinzip und die Nicht-Kommutativität der Observablen einzelner Systeme, zwei für die Quantenmechanik charakteristische Eigenschaften, ergeben sich im Rahmen des CBH-Theorems als Folge des „no broadcasting“-Prinzips (CBH2), und die quantenmechanische Verschränkung lässt sich auf das „no bit“-Prinzip (CBH3) zurückführen. Gemäß CBH ist jede physikalische Theorie, die sich im Rahmen der C*-Algebra formulieren lässt und die 3 CBH-Prinzipien erfüllt, eine Quantentheorie.
Andere Interpreten bezweifeln, dass das CBH-Theorem alle notwendigen Voraussetzungen erfüllt, die an eine axiomatische Methode zur Herleitung von Quantentheorien gestellt werden. So zeigten die Physiker Lee Smolin und Robert Spekkens, dass aus den CBH-Axiomen auch Theorien abgeleitet werden können, die nicht als sinnvolle Quantentheorien angesehen werden können. Weiterhin legen diese Analysen nahe, dass die Eigenschaften der rekonstruierten Quantentheorien nicht nur auf die drei CBH-Prinzipien zurückzuführen sind, sondern (entgegen der Zielsetzung des CBH-Programms) auch in starkem Maße durch die Wahl der C*-Algebra als mathematischem Rahmen bestimmt sind. Als weiterer Schwachpunkt gilt die Tatsache, dass die Dynamik der Quantentheorie (d. h. die Zeitentwicklung des quantenmechanischen Zustandes) nicht aus dem CBH-Theorem abgeleitet werden kann.

## Bubs Interpretation
Aus der Aussage des CBH-Theorems, dass die informationsbasierten CBH-Prinzipien eine hinreichende Basis zur Herleitung von Quantentheorien darstellen, leitet J. Bub die These ab, dass Quantentheorien nicht als Theorien über mechanische Eigenschaften physikalischer Objekte (z. B.: Teilchen oder Wellen) zu interpretieren seien, sondern als Theorien über die Möglichkeiten und Grenzen der Übertragung von Information. Information sei daher als eine physikalische Fundamentalgröße zu betrachten.
Mechanische Theorien von Quantenphänomenen (darunter versteht Bub Verborgene-Variablen-Theorien, wie z. B. die De-Broglie-Bohm-Theorie) seien hingegen nicht akzeptabel. Dies gelte insbesondere für Theorien, die dynamische Beschreibungen des Messprozesses bereitstellen.
Bubs Hauptargumente und ein Überblick über ihre Beurteilung in der Fachwelt sind im Folgenden dargestellt.

### Kriterien zur Theorie-Auswahl
Bub vertritt den Standpunkt, dass aus dem CBH-Theorem abgeleitete Quantentheorien gegenüber Alternativ-Theorien zu bevorzugen sind, da es sich bei ihnen um Prinzip-Theorien handelt.
Bestandteil einer Quantentheorie sei genau das, was zu ihrer Herleitung, d. h. zur Rekonstruktion ihres mathematischen Formalismus, benötigt wird, und die Theorie sei genau in dem Umfang valide, in dem ihre empirischen Prinzipien gültig sind.
Zusätzliche Strukturen, wie sie in Verborgene-Variablen-Theorien postuliert werden, hätten den gleichen Status wie der Lichtäther: Ihre Einführung basiere nicht auf empirischen Prinzipien, sondern auf unzureichend gerechtfertigten philosophischen A-priori-Annahmen, die nicht als Basis zur Formulierung physikalischer Theorien geeignet seien.
Diese Argumentation wird von den Philosophen H. R. Brown, C. Timpson, Amit Hagar, M. Hemmo und anderen kritisiert: Zum einen seien die CBH-Prinzipien CBH2 und CBH3 bei weitem nicht so gut empirisch abgesichert, wie dies bei den Prinzipien der Relativitätstheorie der Fall ist.  Weiterhin bestreiten diese Interpreten, dass Prinzip-Theorien grundsätzlich konstruktiven Theorien vorzuziehen seien. Die Rekonstruktion von Theorien auf Basis empirischer Prinzipien sei nur von heuristischem Nutzen bei der Herleitung der Theorie, jedoch würden diese praktischen Vorteile durch Einschränkungen beim Erklärungsvermögen der Theorie erkauft. Sie verweisen hierbei auf das Beispiel der Thermodynamik. Die klassische Thermodynamik lässt sich vollständig aus ihren Hauptsätzen ableiten, ist also eine Prinziptheorie. Die tiefere Rechtfertigung der klassischen Thermodynamik liefert jedoch die statistische Physik, eine konstruktive Theorie. Analog hierzu sei auch für die Quantentheorie eine Formulierung als konstruktive Theorie anzustreben.

### Messproblem
Die Nicht-Kommutativität der quantenmechanischen C*-Algebra bringt mit sich, dass der Zustand eines Quantensystems nicht in einem Phasenraum dargestellt werden kann, d. h., es kann dem System kein eindeutig bestimmter Katalog physikalischer Eigenschaften zugeordnet werden. Diese Unbestimmtheit ist aus der Quantenmechanik wohlbekannt, birgt jedoch die als Messproblem bekannte Fragestellung, wie die Theorie mit dem Auftreten eindeutig definierter Zeigerstellungen von Messgeräten in Einklang gebracht werden kann. Bub zieht die Schlussfolgerung, dass es eine unvermeidliche Grenze bei der quantentheoretischen Beschreibung von Messgeräten gibt, dass Messgeräte also prinzipiell als unanalysierbare Black Boxen betrachtet werden müssen.
Auch Verborgene-Variablen-Theorien (wie z. B. die De-Broglie-Bohm-Theorie) bieten – so Bub – keine valide Grundlage für eine Analyse des Messprozesses: Für jede empirisch adäquate Verborgene-Variablen-Theorie lasse sich eine in ihren messbaren Vorhersagen äquivalente CBH-Theorie formulieren, die Beschreibung des Messprozesses im Rahmen der Verborgene-Variablen-Theorie sei daher ohne empirische Basis und somit abzulehnen. Die Suche nach einer Lösung des Messproblems sei daher ähnlich sinnlos wie die Suche nach dem Lichtäther, es handele sich letztlich um ein Pseudo-Problem.
Bubs Position zum Messproblem wird von dem Philosophen Amit Hagar kritisiert: Es gebe keine Veranlassung, Messinstrumente als Black-Box zu betrachten. Messinstrumente seien gewöhnliche physikalische Objekte, und die Beschreibung von Messprozessen sei genauso Gegenstand physikalischer Forschung wie die Untersuchung anderer physikalischer Prozesse. Es existieren Alternativ-Theorien, wie z. B. die Ghirardi–Rimini–Weber-Theorie (GRW-Theorie; siehe: Interpretationen der Quantenmechanik, Abschnitt Dynamischer-Kollaps-Theorien), die eine Beschreibung des Messprozesses erlauben und in ihren empirischen Vorhersagen von CBH-Theorien abweichen (allerdings ist ein experimenteller Nachweis dieser Abweichungen mit den heute verfügbaren technischen Mitteln nicht möglich). Die Beurteilung solcher Theorien sei keine Frage des Prinzips, sondern eine experimentell zu klärende Aufgabenstellung.

### Information als physikalische Größe
Bub präsentiert CBH-Quantentheorien als physikalische Theorien, woraus er ableitet, dass Information als eine physikalische Fundamentalgröße zu betrachten sei. Quantentheorien seien demnach Theorien über die Darstellung und Manipulation von Information. Nicht die Beschreibung der Eigenschaften materieller Objekte, sondern die Ausarbeitung von Quantentheorien aus einer informationstheoretischen Perspektive sei die adäquate Zielsetzung von Physik.
Zu der Frage nach dem Zusammenhang zwischen Informationstheorie und Physik, bzw. zwischen den Grundbegriffen Information und Materie, gibt es ein breites Spektrum verschiedener Auffassungen. Manche Physiker, wie z. B. J. Preskill oder R. Landauer, argumentieren, dass die Übertragung und Verarbeitung von Information immer ein physikalisches Substrat voraussetze und damit durch physikalische Gesetze bestimmt sei, weshalb sich die Eigenschaften von Information vollständig auf die Eigenschaften physikalischer Objekte zurückführen lassen. Bubs Interpretation entspricht hingegen der entgegengesetzten Position, dass Physik auf Information reduzierbar sei. Der bekannteste Vertreter dieser Denkschule, der Physiker J. A. Wheeler, formulierte 1990 seine „it from bit“-These, der zufolge alle physikalischen Entitäten, wie z. B. Elementarteilchen, Kraftfelder, selbst die Raumzeit, einen informationstheoretischen Ursprung haben.
Andere Interpreten, wie z. B. G. Jaeger, C. Timpson oder A. Duwell, halten beide Standpunkte für unhaltbare Extrempositionen: Information sei nicht auf physikalische Gesetze reduzierbar, da selbst technische Definitionen von „Information“ auf Konzepten basieren, die bewusstes (menschliches) Handeln voraussetzen. Beispielsweise basiert nach Shannon der Informationsgehalt von Nachrichten auf einer Codierung, die zwischen einem Sender und einem Empfänger abgestimmt sein muss. Der Annahme einer Reduzierbarkeit von Information auf Physik liege daher ein fragwürdiges physikalistisches Weltbild zugrunde. Auch die entgegengesetzte These, dass Physik auf Information zurückführbar sei, wird von vielen Interpreten abgelehnt. Insbesondere sei Information nicht als physikalische Substanz (d. h. als ein Gegenstand oder als physikalische Materie) zu betrachten, Information sei daher nicht als Grundbegriff zur Beschreibung der Eigenschaften von Materie geeignet. Damit sei Bubs Grundannahme, dass Physik auf informationstheoretische Konzepte zurückzuführen sei, nicht schlüssig und somit abzulehnen.